# Tirol (hrad)

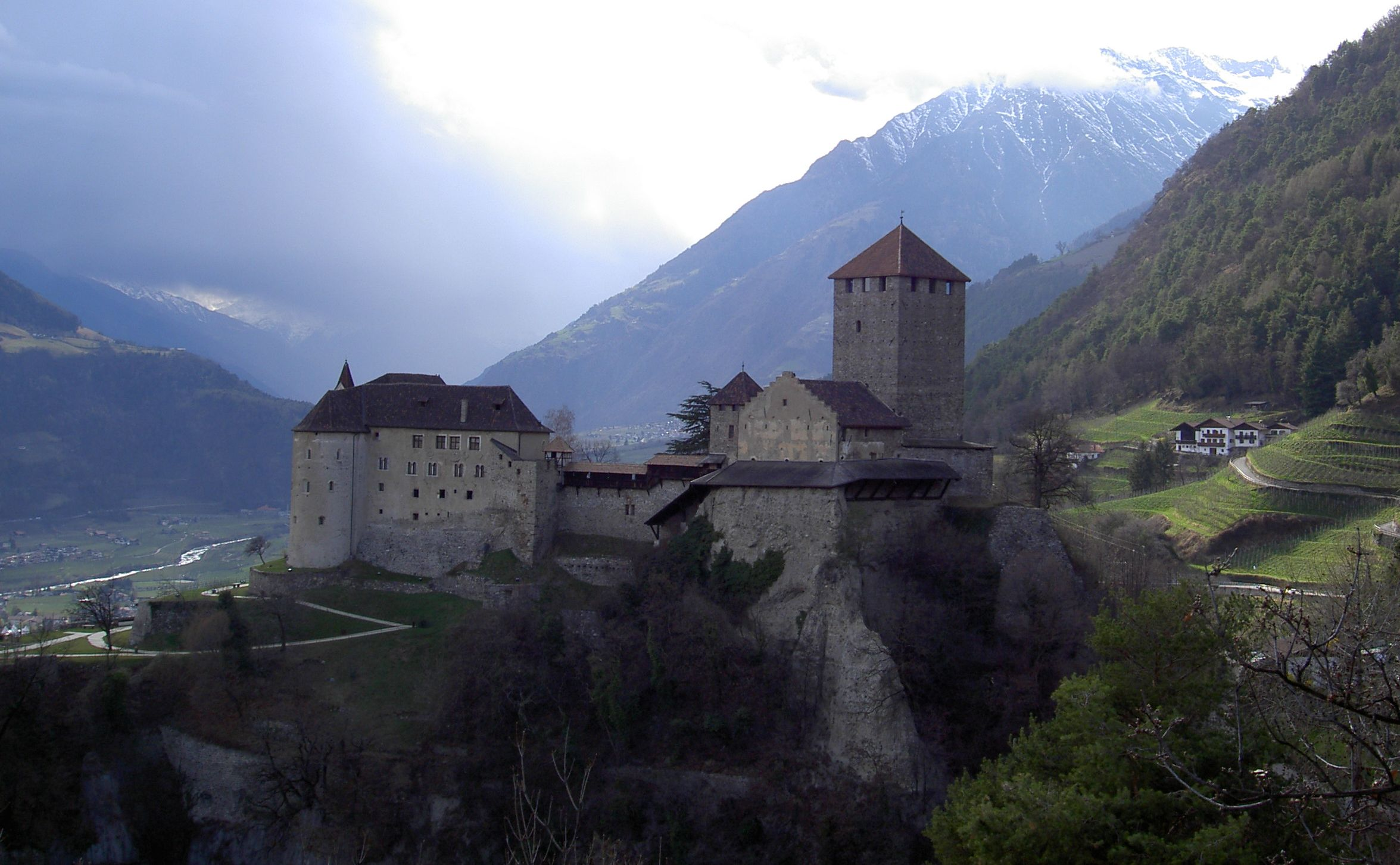
Hrad Tirol

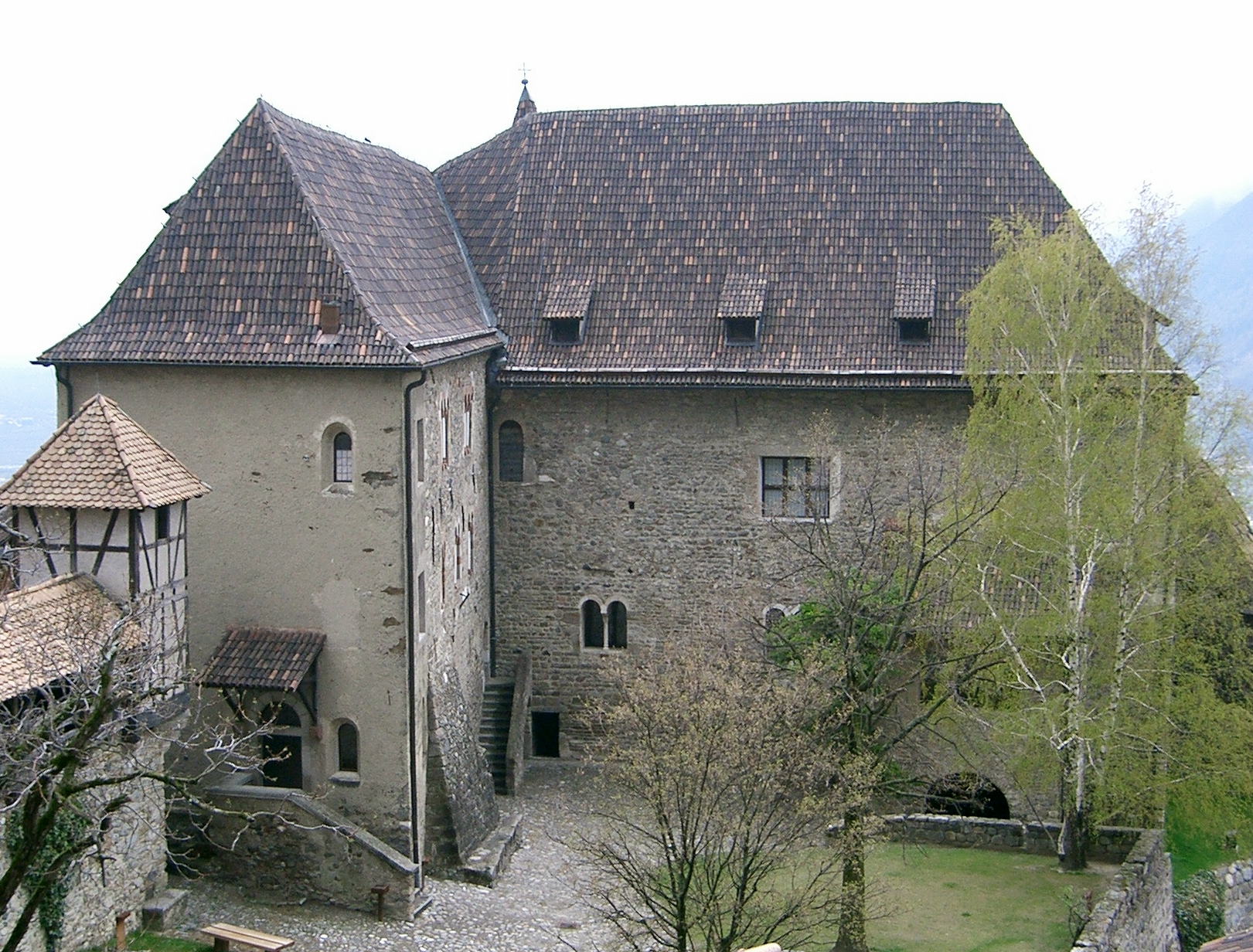
Jádro hradu

Hrad Tirol u italského Merana pochází z 11. století. Podle hradu bylo pojmenováno Tyrolsko.

## Dějiny
Za vlády vévody Menharda II. došlo k velké přestavbě a hrad až do roku 1420 sloužil jako sídlo tyrolských vévodů. Dne 2. dubna 1335 zde zemřel bývalý český král Jindřich Korutanský, který z Čech utekl před Lucemburky. Za vlády Fridricha IV. „S prázdnou kapsou“ se vévodské sídlo přesunulo do Innsbrucku.
Hradu dokonce hrozila demolice, k obnově došlo v 19. století. Zvláště ceněné jsou fresky v hradní kapli a románský mramorový portál.